# 托普铁热克镇
托普铁热克镇，是中华人民共和国新疆维吾尔自治区阿勒泰地区吉木乃县下辖的一个乡镇级行政单位。

## 行政区划
托普铁热克镇下辖以下地区：
文明路社区、建设路社区、团结路社区和人民路社区。